# Paravachonium sprousei
Paravachonium sprousei är en spindeldjursart som beskrevs av William B. Muchmore 1998. Paravachonium sprousei ingår i släktet Paravachonium och familjen Bochicidae. Inga underarter finns listade i Catalogue of Life.